# Amanda Fisher
Pour les articles homonymes, voir Fisher.
Amanda Gay Fisher est une biologiste cellulaire britannique. Elle est professeure à l'Imperial College London où  elle gère l’institut de sciences cliniques. Elle a travaillé dans de multiples domaines de la biologie cellulaire, notamment en déterminant le rôle de plusieurs gènes du VIH. Elle a également décrit l'importance de l'emplacement d'un gène dans le noyau de la cellule.
Durant ses recherches postdoctorales, elle a produit les premières copies fonctionnelles du VIH, ce qui a donné des matériaux biologiques aux chercheurs pour étudier les fonctions des gènes du virus. Elle s'est ensuite intéressée à la Reprogrammation épigénétique des lymphocytes et des cellules souches embryonnaires. Ses recherches actuelles visent à déterminer la part d'hérédité de l'expression des gènes lors de la division cellulaire, elle utilise pour cela les lymphocytes comme système modèle.

## Éducation
Elle a fait ses études à l'Université de Birmingham où elle a obtenu un doctorat en 1984 pour ses recherches sur les antigènes de surface lors de la myélopoïèse (la fonction par laquelle l'organisme produit et renouvelle les éléments figurés du sang).

## Récompenses et honneurs
Amanda Fisher a obtenu en 2002 la médaille d'or de l'Organisation européenne de biologie moléculaire pour ses travaux sur l'organisation du noyau cellulaire et l'expression des gènes ainsi que ses travaux sur le HIV.
Elle a été nommée membre de la Royal Society en 2014.